# Син-Коэндзи (станция)
Станция Син-Коэндзи (яп. 新高円寺駅 син ко:эндзи эки) — железнодорожная станция на линии Маруноути расположенная в специальном районе Сугинами, Токио. Станция обозначена номером M-03. Была открыта 1-го ноября 1961 года. На станции установлены автоматические платформенные ворота.

## Планировка станции
Две платформы бокового и два пути.
| 1 | ○ Линия Маруноути | Огикубо                     |
| 2 | ○ Линия Маруноути | Синдзюку, Гиндза, Икэбукуро |

## Близлежащие станции
| «             |  | Линия           |  | »              |
| ------------- |  | --------------- |  | -------------- |
| Минами-Асагая |  | Линия Маруноути |  | Хигаси-Коэндзи |